# Азидна кислота
Ази́дна кислота́, азотистоводнева кислота, азид водню, HN3 — кислота, сполука азоту з воднем.
Безбарвна, летка, надзвичайно вибухонебезпечна (вибухає при нагріванні, ударі або терті) отруйна рідина з різким запахом. Дуже токсична, механізм токсичності аналогічний до ціанідів (блокування цитохромів).
Солі, що утворюються цією кислотою, азиди, добре розчинні і також дуже отруйні.